# امبرائر ام‌اف‌تی-ال‌اف
امبرائر ام‌اف‌تی-ال‌اف (به انگلیسی: Embraer MFT-LF) یک هواپیمای ساختِ امبرائر در کشور برزیل است. نخستین استفاده‌کننده‌ی این هواپیما نیروی هوایی برزیل بوده‌است.